# 젤다의 전설 이상한 모자
《젤다의 전설: 이상한 모자》(ゼルダの伝説 ふしぎのぼうし, The Legend of Zelda: The Minish Cap)는 닌텐도가 개발하고 판매한 비디오 게임이다.